# Nessa Devil
Nessa Devil (Ostrava, 1988. december 9.-) cseh pornószínésznő és modell.

## Karrier
Nessa Devil cseh pornószínésznő. Első felnőtt filmjét 2006. december 12-én forgatták, majd pedig készítettek a legnagyobb cseh pornóoldalnak, a Freevideonak. Ebben a videóban Modelka 149-ként szerepel.
2007-ben, 18 évesen szerződést írt alá a Woodman Entertainmenttel. Ugyanebben az évben Nessa Devil pornószínésznőként debütált Pierre Woodman új filmjében, a The Perfectionist című pornófilmben. Nessa Devil volt a harmadik lány, aki Woodman cégéhez szerződött, exkluzív szerződéssel csatlakozott Caylian Curtishez és a Divinity Love-hoz.
Feltűnt a Drunk Sex Orgy című pornófilmben, amelyet jelöltek az AVN-díjra a Legjobb orgia/Gangbang és a Legjobb Orgia/Gangbang sorozat kategóriában. Devil többek között olyan vállalatoknak dolgozott az iparágban, mint a DDFNetwork, a KarupsPC, a MET Art, a Twistys és a WoodmanCastingX. Számos pornográf filmben szerepelt, köztük szólójelenetekben (maszturbáció vibrátorral és anélkül), softcore jelenetekben, vaginális szexben, anális szexben és vizelésben. 
Hispanic a felnőttfilmek új sztárjának titulálta.

## Filmográfia
The Perfectionist 1 (2007)
Sex Carnage 1 (2008)
Wild Waves (2008)
Drunk Sex Orgy: All Night Love Lounge (2008)
Drunk Sex Orgy: Bikini Beach Balls (2009)
Drunk Sex Orgy: Club Cunts (2009)
Drunk Sex Orgy: Fashion Freaks (2009)
Drunk Sex Orgy: White Sensation (2009)
Les Angels 1 (2009)
Me and My Sybian 2 (2009)
My Secret College Experience (2009)
My Sister Is A Lesbian 3 (2009)
Pink Lovers 1 (2009)
Rocco Ravishes the Czech Republic (2009)
Teeny Test 2 (2009)
Bad Ways (2010)
Barcelona Chic (2010)
Drunk Sex Orgy: Eurofuck Competition (2010)
Drunk Sex Orgy: Extreme Speed Dating (2010)
Drunk Sex Orgy: Fucked Up Disco (2010)
Drunk Sex Orgy: Pornstar Flirt (2010)
Drunk Sex Orgy: Prison Pussy Break (2010)
Drunk Sex Orgy: Winter Wonderbang (2010)
Fuck V.I.P.: Luxury (2010)
Real Naughty Couples 5 (2010)
Rocco's Psycho Love 2' (2010)
Woodman Casting X 75 (2010)
Home All Alone 6 (2010)
Drunk Sex Orgy: 7th Anniversary Party (2011)
Drunk Sex Orgy: Bob's B-Day Bash (2011)
Drunk Sex Orgy: Freaky Fuckers (2011)
Drunk Sex Orgy: XXX Rip Fest (2011)